# Trisopsis bifida
Trisopsis bifida är en tvåvingeart som beskrevs av Juan Brèthes 1914. Trisopsis bifida ingår i släktet Trisopsis och familjen gallmyggor. Inga underarter finns listade i Catalogue of Life.